# Henri-Auguste Widmer

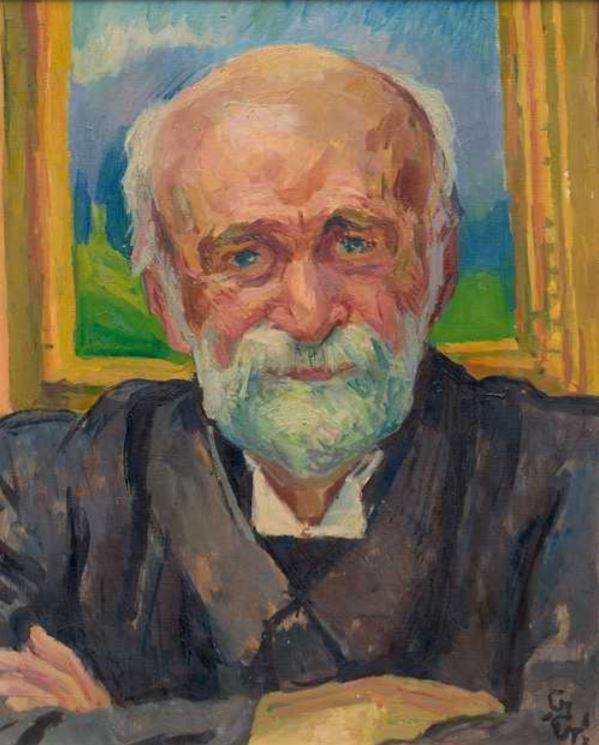
Henri-Auguste Widmer von Giovanni Giacometti, 1929

Henri-Auguste Widmer (geboren am 30. Mai 1853 in Lausanne; gestorben 12. Februar 1939 ebenda) war ein Schweizer Mediziner, Gründer der Klinik Valmont in Glion, Mäzen und Kunstsammler.

## Leben
Henri-Auguste war der Sohn des Charles Widmer und der Marie Louise Jenny geborene Hermenjat. Seine Eltern betrieben ein Café. Er besuchte das klassische Gymnasium, bevor er in Leipzig, Kiel und Basel Medizin studierte. Seine medizinische Dissertation, die er 1881 an der Universität Basel vorlegte, beschäftigte sich mit dem Gewicht von Geisteskranken. 
Während seiner Ausbildung und in den ersten Jahren seiner Tätigkeit galt sein Interesse insbesondere den psychischen Erkrankungen. Er bildete sich auf diesem Gebiet bei Jean-Martin Charcot an der Salpêtrière in Paris und bei Hippolyte Bernheim in Nancy weiter. 
1881 eröffnete er neben dem Bahnhof von Bussigny VD eine Praxis. Dort lernte er seine Frau Mary Widmer-Curtat kennen, die er 1882 heiratete. Ein paar Jahre später zog das Ehepaar Widmer nach Lausanne, wo sie zusammen mit dem Arzt Henri Burnier, dem späteren medizinischen Direktor des «Grand Hotels» und des «Hotels Mont Blanc» im Luftkurort Leysin, in der Rue Caroline eine Praxis betrieben und kostenlose Sprechstunden in den Apotheken der Umgebung anboten.
Um neue medizinische Therapien kennen zu lernen, verbrachte das Ehepaar einige Zeit in Berlin und in Wien. Danach übernahm er die Leitung des «Kurhauses Bad Schönbrunn» in Menzingen ZG, wo Hydrotherapie praktiziert wurde. Später übernahm er die Leitung der Métairie in Nyon, einer Klinik für psychisch Kranke. Neben ihr eröffnete er eine erfolgreiche Klinik für organische Krankheiten unter dem Namen "La Colline". 1898 eröffnete er in Territet unter dem gleichen Namen eine Klinik, die sich auf die Behandlung von Verdauungs-, Ernährungs- und Nervenleiden spezialisierte. 

### Klinik Valmont
1905 eröffnete er die Clinique Valmont in Glion oberhalb Montreux, einem beliebten Touristenort am Genfersee. Er gab die Psychiatrie auf, um die Verdauungskrankheiten der internationalen Klientel zu behandeln, die die Region besuchte. Mit den damals modernen Therapien (Diätetik, Elektro-, Helio- und Physiotherapie und Luftbäder), der attraktiven Landschaft und der Betreuung auf dem Niveau der besten Schweizer Hotels erlangte die Klinik einen internationalen Ruf.

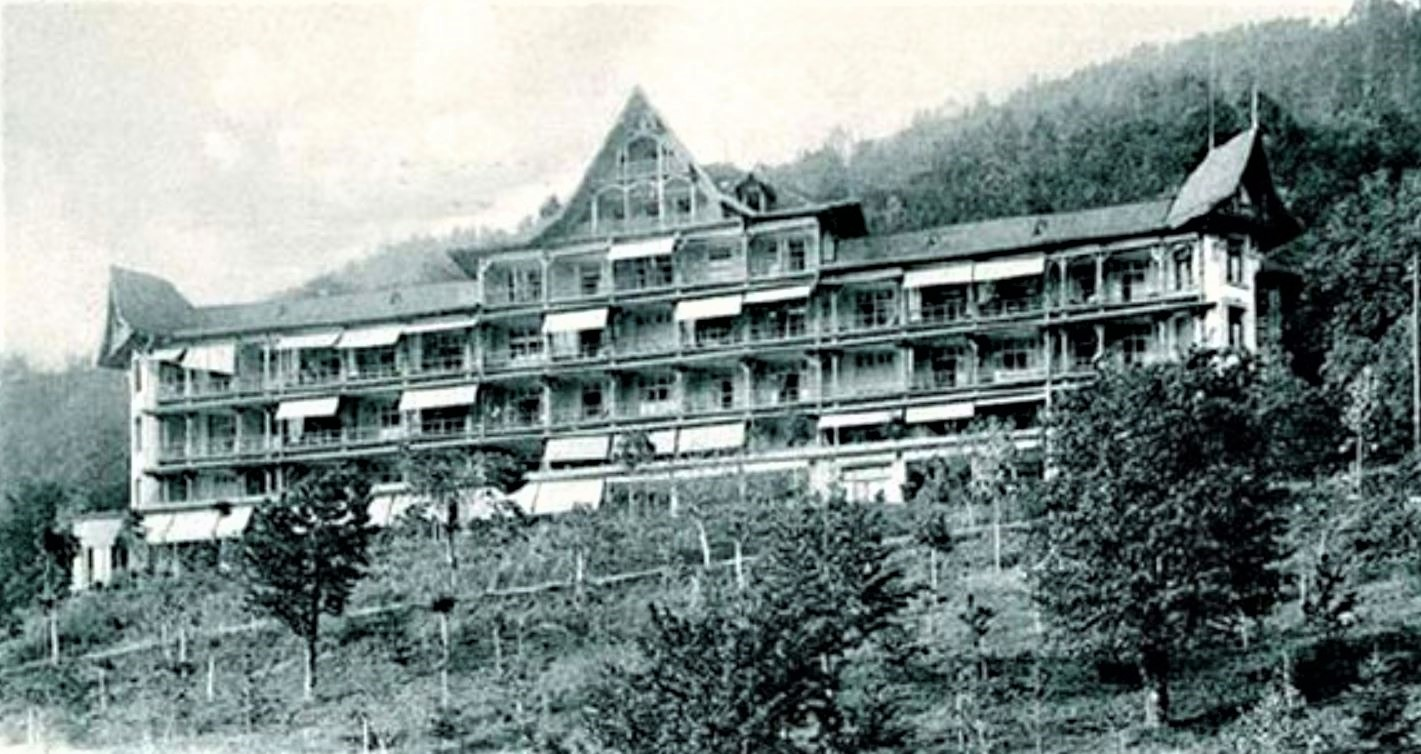
Klinik Valmont

Eine internationale Klientel von Künstlern und Politikern strömte in den Kurort, darunter Léon Blum, Rainer Maria Rilke, Giovanni Giacometti und der belgische König Albert I., mit seiner Frau Elisabeth, die sich dort 1913, 1914 und 1921 aufhielten. 

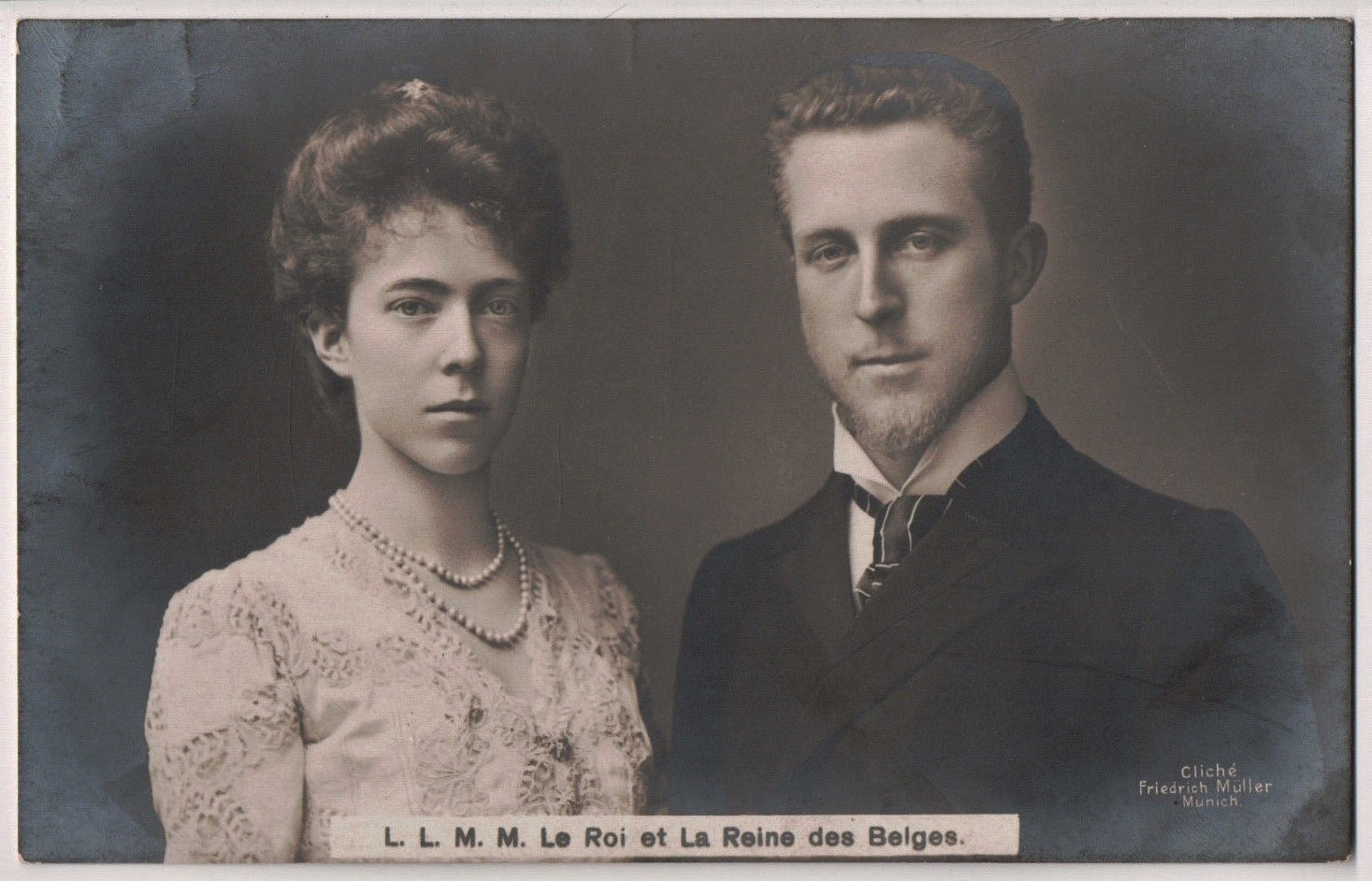
Königin Elisabeth und König Albert I. von Belgien

Mit dem belgischen Königspaar entwickelte sich eine besondere Freundschaft. Die Widmers besuchten die Königsfamilie während des Ersten Weltkriegs mehrmals in der königlichen Villa in La Panne, im unbesetzten Teil Belgiens, hinter der Yser-Front. Im Oktober 1914 hatte Mary Widmer-Courtat das Schweizerische Zentralkomitees zur Unterstützung der belgischen Flüchtlinge (Comité central suisse de secours aux réfugiés belges) gegründet, das sie während fünf Jahren organisierte und leitete. Die schweizerische Organisation half 9000 besonders schutzbedürftigen belgischen Kindern, den Schrecken des Krieges zu entkommen und bot ihnen medizinische, materielle, finanzielle Hilfe und eine Unterkunft bei Hunderten von Schweizer Familien.
Trotz des Ersten Weltkriegs war die Klinik 20 Jahre lang erfolgreich und erlebte später Phasen des Aufschwungs und schwierige Zeiten. In der Zwischenzeit kamen weiterhin berühmte Gäste wie Claudia Cardinale, Marcel Pagnol, Louis Aragon, Coco Chanel, Placido Domingo, Charlie Chaplin, Ingrid Bergman, Ernest Hemingway, Christina Onassis, Curd Jürgens, Georges Simenon,  Soraya, Michael I. von Rumänien, Carl Gustaf Emil Mannerheim usw.
In den 1980er Jahren wurde Valmont die erste Klinik in der Schweiz, die sich ausschliesslich der Ästhetik widmete, bevor sie sich 1993 auf die Rehabilitation konzentrierte.

### Kunstsammlung  Dr. Henri-Auguste Widmer
Mit dem Erfolg der Klinik konnte Widmer, seine Frau war die Schwester des Malers Louis Curtat, sich ein Vermögen erwirtschaften, dass er in eine Kunstsammlung investierte. Auf seinen Europareisen sammelte er Kunstwerke, insbesondere zeitgenössische Bildhauerei (Auguste Rodin, Antoine Bourdelle, Aristide Maillol, Carl Milles) und Malerei (Edgar Degas, Auguste Renoir, Ker-Xavier Roussel, Félix Vallotton, Ferdinand Hodler). So wurde er mit zahlreichen Künstlern wie dem Maler Giovanni Giacometti befreundet.
Die Nachwirkungen des Krieges führten dazu, dass Widmer 1924 einen Vertrag mit dem Kanton Waadt abschliessen musste. Der Staat verzichtete auf das Erbrecht auf Widmers Nachlass und erhielt dafür seine Gemälde- und Skulpturensammlung. Mehr als 400 Werke gelangten so zwischen 1936 und 1939 in die kantonalen Sammlungen, hauptsächlich in das Musée cantonal des Beaux-Arts de Lausanne.